# 于華玉
于華玉（？—？），字璠卿，號輝山，南直隶镇江府金壇縣人。

## 生平
崇祯六年（1633年）癸酉科應天乡试举人，崇祯十三年（1640年）庚辰科進士，都察院观政，授浙江西安县知县，崇禎十五年（1642年）调义乌县，再调知福建宁化县。
顺治四年（1647年），清军占领广东，委署官员，于华玉为按察使司佥事、管岭南道参议事。
著有小说《岳武穆尽忠抱国传》七卷二十八则。